# Палатайн (Иллинойс)
Палатайн (англ. Palatine) — деревня в округе Кук в штате Иллинойс в Соединённых Штатах Америки.
Согласно данным переписи населения США 2020 года число жителей города 
составляло 67 тысяч 908 человек, что чуть ниже показателя 2010 года (68 557 чел.).

## История

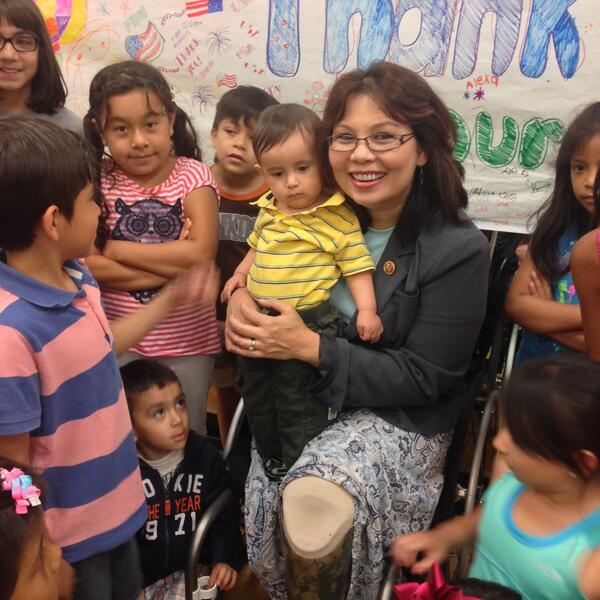
Сенатор от штата Иллинойс Тэмми Дакуорт в Палатайне

Первым европейским колонистом, поселившимся на том месте, где ныне стоит Палатайн, считается Джордж Эла (англ. George Ela), который построил бревенчатую хижину в районе, который сейчас называется Дир-Гроув. Эла был одним из первых представителей волны пионеров, переселившихся в северный Иллинойс после войны Черного Ястреба. Дорога, проходящая через западную окраину Палатина, называется Эла-Роуд в его честь. Большинство краеведов сходятся на том, что Палатайн был назван в честь населённого пункта в штате Нью-Йорк.
Деревня была основана в 1866 году и была построена вокруг станции на новой Чикагской и Северо-Западной железной дороге. Джоэл Вуд обследовал и спланировал деревню, за что получил титул основателя Палатайна; одна из первых улиц в центре Палатина была названа в его честь.
В 1993 году Палатайн приобрёл печальную известность после массового убийства, когда двое грабителей застрелили семерых сотрудников ресторана быстрого питания Brown's Chicken & Pasta.

## География
Деревня представляет собой северо-западный жилой пригород Чикаго. По данным переписи 2010 года, Палатайн — седьмое по величине сообщество в округе Кук и 18-е по величине в штате Иллинойс.

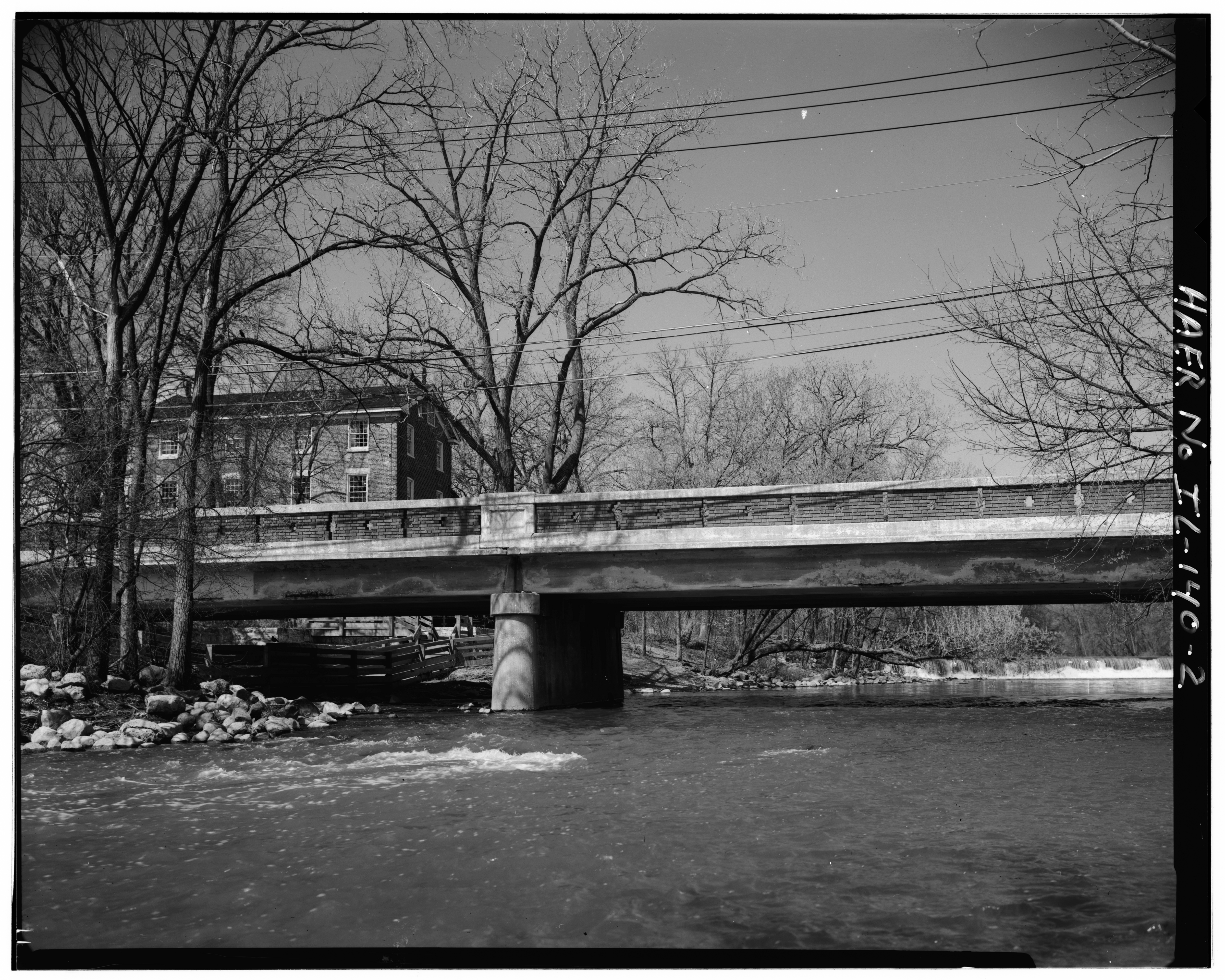
Солт-Крик

Палатайн находится в лесистой болотистой местности, где вокруг деревни берут начало несколько ручьёв, большинство из которых сливаются с Солт-Крик, который берет начало в Уилк-Марш на восточной стороне деревни.
Согласно данным Бюро переписи населения США, общая площадь Палатина составляет 14,28 квадратных миль (36,99 км2), из которых 14,11 квадратных миль (36,54 км2 или 98,87 %) — это суша и 0,16 квадратных миль (0,41 км2 или 1,13 %) — водная поверхность.